# تشقاجنغة سفلي (مقاطعة إسلام آباد غرب)
تشقاجنغة سفلي (بالفارسية: چقاجنگه سفلی) هي قرية تقع في قسم حومة الجنوبي الريفي (مقاطعة إسلام آباد غرب) في إيران. يقدر عدد سكانها بـ 151 نسمة بحسب إحصاء 2016.